# Purpurkøllesvamp
Purpurkøllesvamp (Clavaria zollingeri) er en udbredt svampeart, men sjælden i Norden. Den har rørformede, purpurfarvede frugtlegemer, der vokser i samlinger op til 10 cm højt og 7 cm i bredde og vokser i skovbunde.

## Udbredelse
Purpur-Køllesvampen findes især i Australien, New Zealand, Nordamerika, Sydamerika, dele af Europa og Asien, bl.a. i Brunei og Korea. Svampen er på den danske Rødliste over truede arter, idet den blot er fundet syv steder i Danmark, heraf fem siden 1980.